# Pat Summitt
Patricia Sue Head-Summitt, más conocida como Pat Summitt (Clarksville, Tennessee, 14 de junio de 1952-Knoxville, Tennessee, 28 de junio de 2016) fue una entrenadora de baloncesto estadounidense que ejerció durante 38 años en la Universidad de Tennessee.

## Trayectoria
- Universidad de Tennessee (1974-2012)
- Estados Unidos (1979-1984)